# Superior (Iowa)
Superior è un comune degli Stati Uniti d'America, situato nello Stato dell'Iowa, nella contea di Dickinson.

## Storia
La costruzione della linea ferroviaria e della relativa stazione, da far risalire al biennio 1882-83, furono la scintilla che permise all'insediamento originale, sorto nel 1867, di svilupparsi assumendo i contorni di una vera e propria cittadina favorendo, inoltre, l'apertura di alcuni magazzini e negozi e. successivamente della Superior Bank.
Anche Superior, come molte città nella stessa epoca, venne funestata da due grandi incendi, uno avvenuto nel 1897 e uno nel 1903, il secondo dei quali talmente intenso da dover richiedere il supporto dei pompieri della vicina Estherville per essere domato.
Tra le altre istituzioni attive in città si ricordano l'ufficio postale, una scuola e uno studio medico che offriva, anche, assistenza gratuita.

## Monumenti e luoghi d'interesse
- Superior Marsh Wildlife Area, area palustre di 40 acri facente parte dei siti di conservazione della fauna dell'Iowa; l'area offre attività di osservazione degli animali e di caccia.[4]

## Società

### Evoluzione demografica[5][6]
Abitanti censiti